# (213893) 2003 TN2
(213893) 2003 TN2 — астероїд головного поясу, відкритий 7 жовтня 2003 року.
Тіссеранів параметр щодо Юпітера — 3,524.